# Gauner muss man Gauner nennen
Gauner muss man Gauner nennen. Von der Sehnsucht nach verlässlichen Werten. ist ein Sachbuch des deutschen Journalisten Ulrich Wickert. Es erschien 2007 im Piper Verlag.

## Inhalt
Nach Beendigung seiner Tätigkeit als Moderator der tagesthemen widmete sich Wickert in seinem Buch der Suche nach der Identität und den Werten in der deutschen Gesellschaft. Er fordert eine Ehrlichkeit im Denken und dass Klartext geredet werden müsse.

## Rezension
Johanna Adorján von der Frankfurter Allgemeinen Zeitung fällte über das Buch kein positives Urteil. Sie fragt, warum Wickert sich freiwillig und ohne äußere Not auf Stammtischniveau begebe, und kritisierte die Mode der Sachverlage, einen einzigen Gedanken zu mehreren hundert Seiten starken Büchern auszuwälzen.

## Erfolg
Das Buch erreichte Platz 2 der Spiegel-Bestsellerliste "Hardcover Sachbücher".